# Вулиця Некрасова (Євпаторія)
Вулиця Некрасова — одна з найдовших вулиць у місті Євпаторія. Бере свій початок з вулиці Віті Коробкова і закінчується вулицею Полупанова. Вулиця названа на честь російського поета Миколи Некрасова.

## Трагедія 24 грудня 2008 року

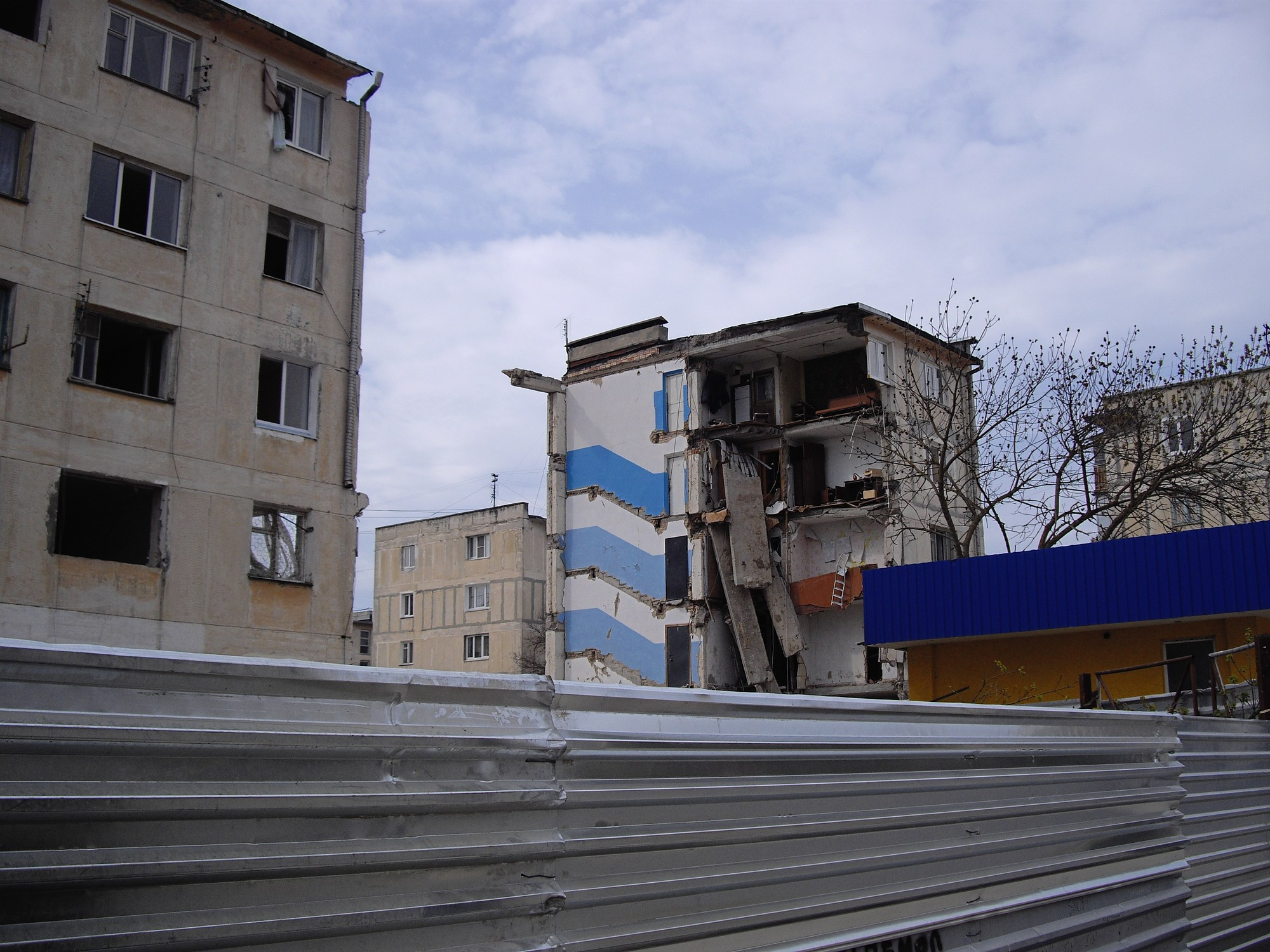
Зруйнований вибухом будинок

В ніч з 24 на 25 грудня 2008 року, близько 21:40 обвалились 2 під'їзди будинку № 67 по вулиці Некрасова.
В результаті трагедії загинуло 27 чоловік. Президент України Віктор Ющенко оголосив 26 грудня 2008 року днем жалоби. Відповідний указ було опубліковано на офіційному сайті глави держави.

## Будівлі
- Бібліотека-філія № 6 імені Ю. Гагаріна
- Загальноосвітня фізико-математична школа I—III ступенів № 6-дошкільний навчальний заклад № 31
- Міська поліклініка (вул. Некрасова, 39)
- Дитяча поліклініка (вул. Некрасова, 85)
- Центр охорони зору (вул. Некрасова, 55)
- Міська стоматологічна поліклініка (вул. Некрасова, 94)
- Госпрозрахунковий лікувально-діагностичний і профілактичний центр «Панацея» (вул. Некрасова, 39)
- Станція швидкої та невідкладної медичної допомоги
- Школа № 6
- Пам'ятник воїнам-афганцям